# Raoul Audier
Pour les articles homonymes, voir Audier.
Raoul Audier (Marseille, 7 avril 1878 - Paris 9e, 22 avril 1943) est un directeur de théâtre français et organisateur de tournées théâtrales.

## Biographie
Raoul Audier est le secrétaire général de Luna Park en 1911-1913, puis il est administrateur du théâtre Antoine sous la direction de Firmin Gémier. Il est directeur intérimaire du Nouvel-Ambigu en 1920, directeur intérimaire du Théâtre du Gymnase de Marseille en 1920-1921.
Il dirige le théâtre de la Potinière à partir de 1920 jusqu'en 1924. Il prend la direction intérimaire de la Gaité en 1921. Il inaugure le nouvel Apollo, rue de Clichy, en 1925.

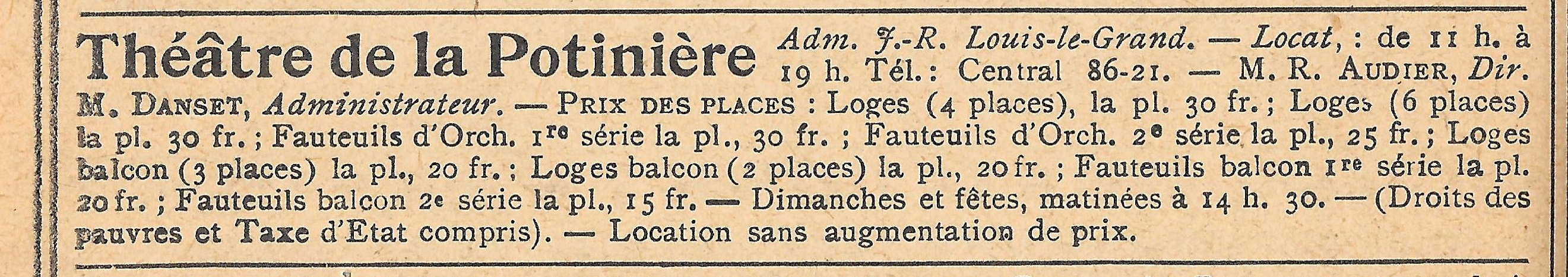
Prix des places et administration du théâtre de la Potinière en 1925 : M. R. Audier, directeur.

Il devient en 1921, le collaborateur, avec Janvier Louis Jean JANVIER[Qui ?], de Charles Baret, directeur des Tournées Charles Baret, Audier, Janvier et Cie et le reste jusqu'à sa mort.
Il est  directeur de l'opéra de Nice avec Maurice Durand pour la saison 1923-1924, puis de celui de Marseille et du théâtre Silvain, saisons 1924-1925 et 1925-1926, du théâtre municipal de Tunis en 1930.
Raoul Audier revient, en 1929, à la direction du théâtre de la Potinière en collaboration avec Jules Berry. Il y reste jusqu'en 1935. Il dirige le théâtre des nouveautés en 1941.